# Рупорна антена

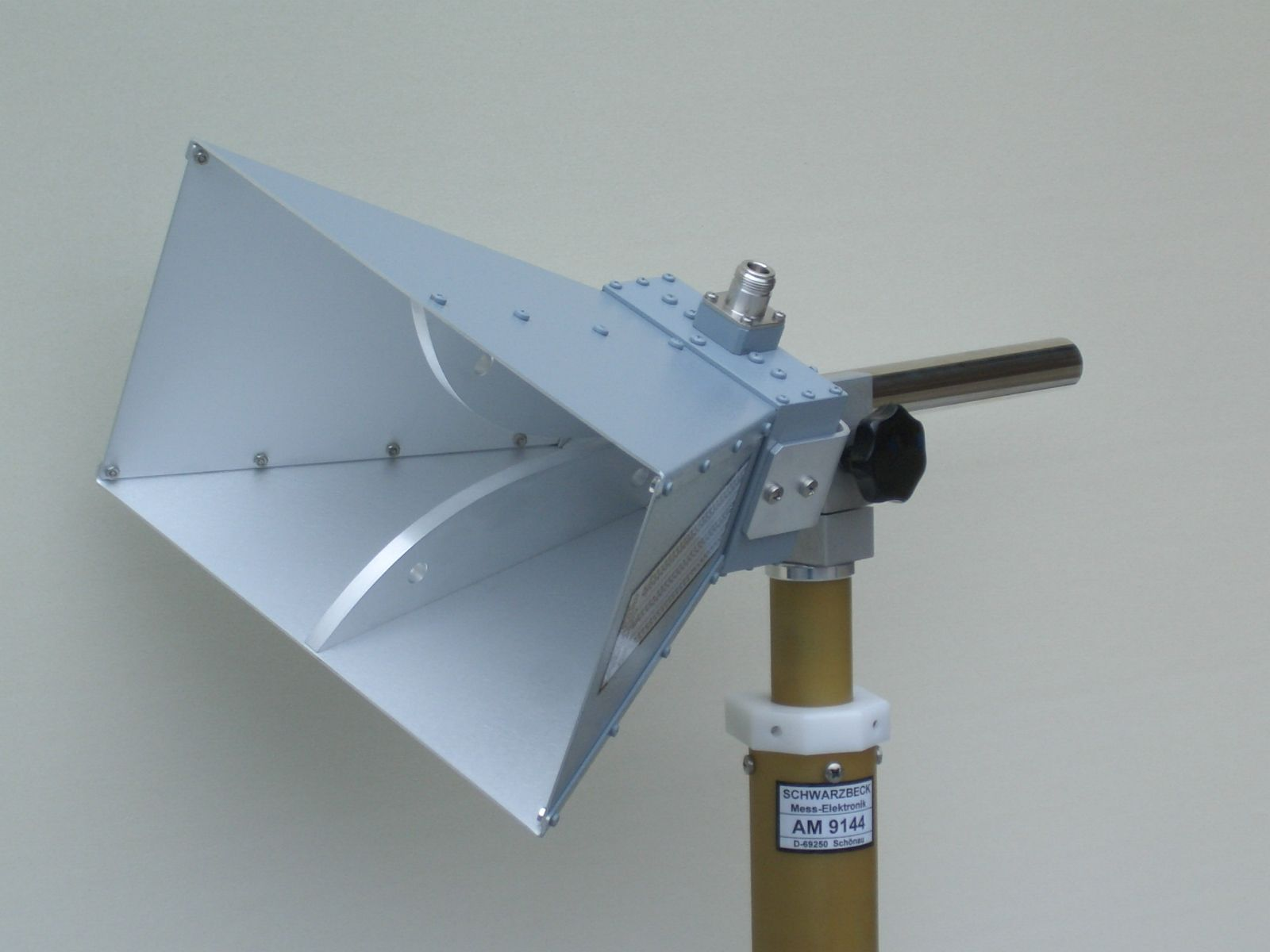
Пірамідальна рупорна антена зі смугою пропускання 0,8—18 ГГц.

Рупорна антена — антена, яка являє собою металевий хвилевід, сформований у вигляді рупору, яка спрямовує радіохвилі у пучок. Як правило, рупорні антени збуджують хвилеводом, приєднаним до вузького кінця рупора.

## Характеристика
Рупорні антени є широкосмуговими і дуже добре узгоджуються з лінією живлення — фактично, смуга антени визначається властивостями хвилеводу, що її збуджує. Для цих антен характерний малий рівень задніх пелюстків діаграми направленості (до -40 dB) через мале затікання ВЧ-струмів на тіньову сторону рупора.

## Використання
Антени такого типу широко використовуються у діапазоні дециметрових хвиль, тобто на частотах вище 300 МГц. Їх застосовують як самостійно, так і як опромінювачі дзеркальних та інших антен. Рупорну антену, конструктивно поєднану з параболічним відбивачем, часто називають рупорно-параболічною антеною. Рупорні антени з невеликим посиленням через вдалий набір властивостей і хорошу повторюваність часто використовують як вимірювальні. Рупорні антени прості в конструкції, в них високий коефіцієнт корисної дії.

## Типи рупорних антен
- Пірамідальний рупор - антена у формі чотиригранної піраміди, з прямокутним перерізом. Найпоширеніший тип рупорних антен. Випромінює лінійно-поляризовані хвилі.
- Секторальний рупор - пірамідальний рупор з розширенням тільки в одній площині Е або Н.
- Конічний рупор - конструкція у формі конуса з круглим перетином. Використовується з циліндричними хвилеводами для отримання хвилі з круговою поляризацією.
- Гофрований рупор - рупор з паралельними щілинами або канавками, малими в порівнянні з довжиною хвилі. Канавки покривають внутрішню поверхню рупора, поперек осі.